# 錦織育子
錦織育子（にしこおり いくこ、1980年1月5日 - ）は、日本の陸上競技選手。専門は棒高跳。屋外元日本記録保持者、室内日本記録保持者である。2005年アジア選手権・東アジア競技大会日本代表。2006年ドーハアジア競技大会日本代表。島根県出雲市出身。出雲市陸協所属。

## 経歴
- 土江良吉主宰の陸上競技教室で才能を見出される。島根県立平田高等学校から早稲田大学に進学。大学卒業後、フリーターとして競技を続ける。
- 2004年、三慶サービスに入社。
- 2005年、アジア選手権で4m00をクリアし5位入賞を果たす。東アジア競技大会では、4m30の好記録をマークして銅メダル獲得の快挙を成し遂げる。
- 2006年、織田記念で屋外日本新記録4m36、横浜インドアオープンで室内日本新記録4m31をそれぞれ樹立する。
- 2006年、ドーハアジア競技大会では4m15の記録で銅メダルを獲得。